# 1980年夏季残疾人奥林匹克运动会牙买加代表团
1980年夏季残疾人奥林匹克运动会牙买加代表团是牙买加派出的1980年夏季残疾人奥林匹克运动会代表团。获得7枚金牌、7枚银牌和5枚铜牌。